# 我的电台
《我的電台 FM S.H.E》（英語：FM S.H.E），是台灣女子組合S.H.E的第九張錄音室專輯、第十一張專輯，於2008年9月23日發行。

## 簡介
这张专辑是以「电台」的概念作為包装，並延續上張專輯《Play》的「玩樂」精神，S.H.E在专辑中首次担任电台DJ，专辑中加插三個電臺主播的音频来连接歌曲，包括「早安您好」连接第一首歌曲「我爱烦恼」，因为这張专辑的曲目編排是以「电台」的概念作為編排，所以跟以往不一样的就是，主打歌编号不再是第一首歌（以往第一首就是最主打的歌），而「喜碧夫人时间」连接「女孩当自强」，「熬夜DJ」连接「月光手札」，使聽專輯像是聽電臺節目。為搭配此張專輯以電臺作為專輯概念，所以在專輯宣傳期間創立由S.H.E擔任DJ主持的《FM S.H.E》網路電臺，Ella也為此電臺的台歌譜曲，歌曲名稱為〈FM S.H.E〉。之後因为此張專輯歌曲的音樂質量以及使用电台的形式包装专辑是乐坛新奇的创意和想法，所以在2个月後的《新城劲爆颁奖礼2008》亦认定这張专辑为「最佳国语专辑」。
其中的〈宇宙小姐〉這首歌是此張專輯的首波主打歌，主旨在於是要女生們不必追求完美，因為自己獨一無二的「自然美」與「內在美」才是最重要的，而這首歌曲是由Sweetbox所寫的曲, 這也是S.H.E第一次演唱Sweetbox所寫的電音舞曲，並融入了挪威經典組曲「皮爾金組曲」，為了配合這首歌的強烈節奏感， S.H.E在這首歌曲中有相當多的半音及滑音，聽起來口氣格外有力，又帶點小性感，而此首歌也讓Ella首度嘗試合聲編寫，而專輯中另一首Sweetbox的作品〈天亮了〉則是首悲傷卻有正面意義的歌曲，也是專輯最難唱的歌曲之一，因為這首歌的音太密導致填詞上有相當程度的困難，因此為了這首歌的歌詞前後經過半年的難產，最後終於由施人誠完成。〈我愛煩惱〉是Sweetbox為S.H.E製作的歌曲，然後在聽完S.H.E配唱後，Sweetbox的製作人Geo又重新更動了編曲再加入了電音元素，讓整首歌聽覺呈現一種酷炫又新鮮的電音搖滾，而〈女孩當自強〉這首歌為了增加氣勢S.H.E三人也一起參與了歌曲中Rap的部分，〈612星球〉的歌詞則是用了世界名著小王子的典故。此外，〈安靜了〉則是首輕搖滾曲風的抒情歌，是周杰倫改編自己專輯《范特西》中的歌曲〈安靜〉這首歌並重新譜曲，再由Selina親自填詞而成的歌曲，這也是繼上張專輯《Play》中的〈老婆〉之後，再次為歌曲填詞。專輯分為兩個版本，一個是「未來電台版」，而另一個是「復古電台版」，而「未來電台版」附有Bonus DVD，「復古電台版」則無。此張專輯發行首週即以35.81%和25.18%的銷售百分比分別攻占G-Music和五大唱片銷售排行榜冠軍、G-Music綜合榜則以17.9%的銷售百分比攻占排行榜冠軍，而專輯中的歌曲〈安静了〉、〈宇宙小姐〉和〈沿海公路的出口〉分別入選2008年度Hit Fm年度百首單曲的第14位、68位和84位。
【2008年台灣唱片年度銷量榜】《我的電台 FM S.H.E》在專輯預購期間预购量已达到42000张，最終台灣銷售量共超過9萬多張，位居2008年台灣專輯銷售年度排行榜第三名。

## 唱片版本
※ 以下發行版本皆以當地（台灣）為準。
- 「未來電台版」和「復古電台版」專輯，在發行前預購時和發行後皆為精裝版，而專輯預購時會附贈預購贈品，正式發行後則無贈品。

| 類型   | 發行日期      | 版本       |
| ------ | ------------- | ---------- |
| CD+DVD | 2008年9月23日 | 未來電台版 |
| CD     | 2008年9月23日 | 復古電台版 |

- 「未來電台版」：
  - 唱片行預購通路加贈 FM S.H.E 台歌&台呼（共4種版本）
  - 7-11預購通路加贈 電影《長江7號》主題曲〈七仔〉（國語版和粵語版）

- 「復古電台版」：
  - 唱片行預購通路加贈 FM S.H.E 台歌&台呼（共4種版本）
  - 7-11預購通路加贈 電影《長江7號》主題曲〈七仔〉（國語版和粵語版）

## 完整曲目
| 曲序     | 曲目                                             |                | 作曲                                       | 编曲          | 製作人        | 备注                                                                                  | 时长  |
| -------- | ------------------------------------------------ | -------------- | ------------------------------------------ | ------------- | ------------- | ------------------------------------------------------------------------------------- | ----- |
| 1.       | 早安您好                                         | 施人誠、徐旻鈴 | Ella                                       | 王治平        | 王治平        | 串場DJ：S.H.E                                                                         | 1:46  |
| 2.       | 我愛煩惱 （I Love Trouble）                      | 林夕           | Dobson Fefe Billy Steinberg Alexander Josh | Geo           | 王治平 陳秀珠 | 第七波主打 改編自Dobson Fefe原曲〈This is my Life〉                                   | 3:25  |
| 3.       | 宇宙小姐 （Miss Universe）                       | 藍小邪         | Roberto Rosan Jade Villalon                | Geo           | 王治平 郭文宗 | 首波主打歌 達芙妮年度廣告曲 改編自Jade Valerie原曲〈Crush〉                           | 3:02  |
| 4.       | 沿海公路的出口 （Coastal Road Exit）             | 黃建洲         | 鄭楠                                       | 鍾興民        | 呂禎晃 郭文宗 | 第二波主打                                                                            | 4:18  |
| 5.       | 天亮了 （Daybreak）                              | 施人誠         | Roberto Rosan Jade Villalon                | Geo           | 王治平 郭文宗 | 第八波主打 改編自Jade Valerie原曲〈Like a Bird〉                                      | 3:25  |
| 6.       | 比你賤 （Meaner Than You）                       | 鄭楠 施人誠    | 鄭楠                                       | 小安          | 阿弟仔        | ft.周定緯；取樣自Michael Jackson的〈Billy Jean〉                                      | 3:09  |
| 7.       | 喜碧夫人時間                                     |                |                                            |               |               | 串場DJ：Hebe                                                                          | 2:59  |
| 8.       | 女孩當自強 （A Girl Striving to be Independent） | 藍小邪 黃霑    | 鄭楠 Trad                                  | 洪敬堯        | 王治平        | 第三波主打 拼貼電影《黃飛鴻》主題曲〈男兒當自強〉；Top Girl年度廣告曲、達芙妮廣告歌曲 | 4:46  |
| 9.       | 安靜了 （It's Quiet Now）                        | Selina 李姚    | 周杰倫                                     | 洪敬堯        | 王治平        | 第四波主打                                                                            | 4:29  |
| 10.      | 我是火星人 （I'm A Martian）                     | 藍小邪         | 鄭楠 Venk                                  | 小安          | 阿弟仔        |                                                                                       | 3:26  |
| 11.      | 612星球 （Planet 612）                           | 徐世珍         | 鄭楠                                       | Terence Teo   | 王治平        | 第六波主打                                                                            | 4:59  |
| 12.      | 店小二 （Waiter）                                | 黃建洲         | 蔡旻佑                                     | 呂紹淳 韓星洲 | 王治平        |                                                                                       | 4:15  |
| 13.      | 熬夜DJ                                           |                |                                            |               |               | 串場DJ：Ella 聽眾：Selina                                                             | 1:01  |
| 14.      | 月光手札 （Moonlight Letter）                    | 黃俊郎         | 陳炯順                                     | 鍾興民        | 呂禎晃 郭文宗 | 第五波主打                                                                            | 4:13  |
| 15.      | 酸甜 （Sweet and Sour）                          | 陳信延         | 李天龍                                     | 呂紹淳        | 王治平 郭文宗 | 第九波主打 與飛輪海合唱；蒙牛酸酸乳廣告曲；Bonus Track                                | 3:13  |
| 总时长： | 总时长：                                         | 总时长：       | 总时长：                                   | 总时长：      | 总时长：      | 总时长：                                                                              | 52:26 |

## BONUS DVD
- 未來電台版 BONUS DVD：

1. 封面拍攝花絮
2. 宇宙小姐 MV拍攝花絮
3. 宇宙小姐 MV
4. 酸甜 MV拍攝花絮
5. 酸甜 MV

## 預購附送單曲
唱片行預購限定
- FM S.H.E 台歌&台呼

1. FM S.H.E 台歌——曲：Ella 词：施人诚／徐旻铃 编曲：王治平
2. FM S.H.E 台呼（打擊煩惱版）
3. FM S.H.E 台呼（海邊民宿版）
4. FM S.H.E 台呼（太空漫步版）
5. FM S.H.E 台呼（懶骨頭版）

7-Eleven預購限定
- 七仔—电影《长江7号》主題曲

1. 七仔「國語版」——詞曲：鄭家慧
2. 七仔「粵語版」——詞曲：鄭家慧

## 復刻版卡帶
2017年12月22日，推出收錄了第1張專輯至第13張專輯(包含兩張精選集)的S.H.E16週年復刻紀念全套卡帶組《小時帶 S.H.E's in style》卡帶紀念組，此張專輯為16週年復刻卡帶紀念組所收錄13張專輯中其中之一。

## 軼聞
此張專輯中的歌曲〈宇宙小姐〉和〈天亮了〉的原曲，起初原本是Sweetbox的前主唱Jade Villalon和製作人Roberto Rosan為S.H.E量聲打造製作的歌曲，但由於S.H.E因檔期的關係而延遲了唱片製作和錄音的時間，所以導致了延遲唱片的發行，但是因為這兩首歌曲已製作完成，可是唱片製作和錄音的時間已經延誤了唱片也無法發行，但這兩首歌曲的版權全部皆是屬於Jade Villalon和製作人Roberto Rosan所有，而華研唱片無權控管歌曲版權所有人發表音樂作品的權利，因此Jade Villalon就提前發表了〈宇宙小姐〉和〈天亮了〉的英文版本，分別是〈Crush〉和〈Like a Bird〉(收錄於Jade Villalon的《Out of the Box》和《Bittersweet Symphony》專輯)，之後S.H.E所發行的這張專輯中所收錄的〈宇宙小姐〉和〈天亮了〉是將〈Crush〉和〈Like a Bird〉改編成中文版，所以〈宇宙小姐〉和〈天亮了〉就成為〈Crush〉和〈Like a Bird〉的中文版本，所以〈宇宙小姐〉和〈天亮了〉這兩首歌和英文版的〈Crush〉和〈Like a Bird〉不僅僅只是單純的翻唱音樂作品關係。

## 音樂錄影帶
| 歌曲           | 導演       | 首播日期       | 首播頻道                    | 附註                             |
| -------------- | ---------- | -------------- | --------------------------- | -------------------------------- |
| 宇宙小姐       | 賴偉康     | 2008年9月8日   | 華研國際音樂官方YouTube頻道 |                                  |
| 沿海公路的出口 | 瞿友寧     | 2008年9月19日  | 華研國際音樂官方YouTube頻道 | 特別演出：彭于晏、孟耿如         |
| 女孩當自強     | 比爾賈     | 2008年10月9日  | 華研國際音樂官方YouTube頻道 |                                  |
| 安靜了         | 黃中平     | 2008年10月23日 | 華研國際音樂官方YouTube頻道 | 特別演出：阮經天                 |
| 月光手札       | 黃中平     | 2008年11月11日 | 華研國際音樂官方YouTube頻道 | 特別演出：王柏傑                 |
| 612星球        | Bounce製作 | 2008年11月26日 | 華研國際音樂官方YouTube頻道 |                                  |
| 我愛煩惱       | Bounce製作 | 2012年8月30日  | 華研國際音樂官方YouTube頻道 | 剪輯《愛而為一演唱會》台北場片段 |
| 天亮了         | Bounce製作 | 2012年8月30日  | 華研國際音樂官方YouTube頻道 | 剪輯《愛而為一演唱會》台北場片段 |
| 酸甜           | 比爾賈     | 2011年11月10日 | 華研國際音樂官方YouTube頻道 |                                  |

## 演唱會
| 演唱會名稱                              | 舉行日期       | 舉行地點                           | 表演嘉賓     | 附註 |
| Top Girl《我的電台 FM S.H.E》新歌演唱會 | 2008年10月19日 | 台灣 臺北市 國立臺灣師範大學體育館 | 張懸、周定緯 | 臺師大體育館首次出借場地給歌手於館內舉辦演唱會。演唱會片段收錄於《SHERO》專輯（前衛時尚版）BONUS DVD：FM S.H.E 臺北演唱會 LIVE 全紀錄精華。 演唱曲目 1. 宇宙小姐 2. 我愛煩惱 3. 我是火星人 4. 612星球 5. 寶貝 (With張懸) 6. 觸電 (With張懸) 7. 女孩當自强 8. 月光手札 9. 店小二 10. 不想長大 11. 波斯貓 12. I.O.I.O 13. 比你賤 (With周定緯) 14. 安靜了 15. 沿海公路的出口 16. 天使在唱歌 17. 魔力 18. 金鐘罩鐵布衫 19. Belief 20. 中國話 21. Super Star |

## 獎項
- 2008年 2008年度新城勁爆頒獎禮 - 新城勁爆最佳國語專輯
- 2009年 HITO流行音樂獎 年度HITO十大華語歌曲－〈安靜了〉
- 2009年 MusicRadio中國TOP排行榜 港臺年度金曲－〈宇宙小姐〉
- 2009年 中國歌曲排行榜 年度金曲－〈宇宙小姐〉
- 2009年 加拿大至Hit中文歌曲排行榜 全國推崇十大歌曲－〈安靜了〉
- 2009年 新加坡金曲獎 Y.E.S933醉心龍虎榜年度十大金曲獎－〈宇宙小姐〉
- 2008年 騰迅網2008年星光大典 中聯榜十大金曲－〈酸甜〉
- 2009年 百度娛樂沸點年度總結 十大傳唱歌曲－〈天亮了〉
- 2009年 新浪娛樂年度總結 2008年十大音樂錄影帶－〈沿海公路的出口〉
- 2009年 IFPI香港唱片銷量大獎2008 - 十大銷量國語唱片
- 2009年 KISS APPLE 親蘋果情歌榜 十大經典情歌－〈沿海公路的出口〉

## 相關企劃
《我的電臺 FM S.H.E》專輯是以電臺的概念作為主軸貫穿整張專輯，因此為搭配此張專輯概念，所以在專輯宣傳期間，為此張專輯概念所開設的網路電臺《FM S.H.E》，而播出時間為2008年9月23日至10月18日，週一~週六 09:11 PM ~ 10:00 PM；星期日 16:00 ~ 22:00 則重播週一~週六的節目內容。
- 台歌：

《FM S.H.E》
- 節目表：

| 星期 | 節目名稱      | DJ     | 來賓                                                              | 節目簡介                                                               | 附註                                                  |
| ---- | ------------- | ------ | ----------------------------------------------------------------- | ---------------------------------------------------------------------- | ----------------------------------------------------- |
| 一   | 愛的DJ        | S.H.E  |                                                                   | 聽眾來信點播歌曲表達心情，S.H.E為聽眾大聲朗誦、大力傳情、點播歌曲      |                                                       |
| 二   | 娜ㄟ安捏      | Selina |                                                                   | 和聽眾一起探討研究世界上大大小小無奇不有逗趣誇張離譜的事件             | 助理：Hebe、Ella                                      |
| 三   | 喜碧夫人時間  | Hebe   |                                                                   | 幫聽眾解決各式各樣不管是男女、男男或女女在生活中大大小小的感情衝動問題 | 喜碧夫人－Hebe飾 助理：小辣椒－Selina飾、紅椒－Ella飾 |
| 四   | 愛拉ㄌㄟ      | Ella   |                                                                   | 熱愛經歷人生的Ella與聽眾分享最近又有怎樣新的生活體驗                   | 助理：Selina、Hebe                                    |
| 五   | 神秘嘉賓      | S.H.E  | 9月26日：張惠妹 10月3日：蔡康永 10月10日：林志玲 10月17日：周杰倫 | 訪問來拜訪節目的神秘嘉賓                                               |                                                       |
| 六   | 我的MP3裝什麼 | S.H.E  |                                                                   | 與聽眾分享最近都在聽些什麼樣的歌曲                                     |                                                       |
| 日   | REPLAY S.H.E  |        |                                                                   | 一週精華，一日大放送                                                   | 重播FM S.H.E節目錄音                                  |

## 其他作品
| 上一張专辑： Play 2007年5月11日 | 第11張专辑 2008年9月23日 | 第11張专辑 2008年9月23日 | 下一張专辑： SHERO 2010年3月26日 |